# Copa de Naciones Femenina de la OFC
La Copa de Naciones Femenina de la OFC (en inglés: OFC Women's Nations Cup) es el torneo de fútbol femenino más importante de Oceanía, disputado cada cuatro años por las selecciones afiliadas a la Confederación de Fútbol de Oceanía. El campeón clasifica a la Copa Mundial Femenina de Fútbol. Es el equivalente a la Copa de las Naciones de la OFC, el principal campeonato masculino oceánico.
Fue disputado por primera vez en 1983 bajo el nombre de Campeonato Femenino de la OFC, oportunidad en la que el organizador fue Nueva Caledonia. Desde entonces, Nueva Zelanda conquistó seis títulos, mientras que Australia y China Taipéi, representante de la República de China, en la época en las que sus federaciones eran miembro de la OFC, acumulan tres y dos respectivamente. Papúa Nueva Guinea consiguió su primer título en 2022, edición en que no participó la selección neozelandesa.

## Ediciones
| Año                                 | Sede               | Campeón            | Resultado   | Segundo lugar      | Tercer lugar       | Resultado              | Cuarto lugar      |
| ----------------------------------- | ------------------ | ------------------ | ----------- | ------------------ | ------------------ | ---------------------- | ----------------- |
| Campeonato Femenino de la OFC       |                    |                    |             |                    |                    |                        |                   |
| 1983 Detalle                        | Nueva Caledonia    | Nueva Zelanda      | 3:2         | Australia          | Nueva Caledonia    | Lig.                   | Fiyi              |
| 1986 Detalle                        | Nueva Zelanda      | China Taipéi       | 4:1         | Australia          | Nueva Zelanda 'A'  | 0:0 (t. s.) (3:1 pen.) | Nueva Zelanda 'B' |
| 1989 Detalle                        | Australia          | China Taipéi       | 1:0         | Nueva Zelanda      | Australia 'A'      | Lig.                   | Australia 'B'     |
| 1991 Detalle                        | Australia          | Nueva Zelanda      | Lig.        | Australia          | Papúa Nueva Guinea | No hubo                | [ 1 ]             |
| 1994 Detalle                        | Papúa Nueva Guinea | Australia          | Lig.        | Nueva Zelanda      | Papúa Nueva Guinea | No hubo                | [ 1 ]             |
| 1998 Detalle                        | Nueva Zelanda      | Australia          | 3:1         | Nueva Zelanda      | Papúa Nueva Guinea | 7:1                    | Fiyi              |
| 2003 Detalle                        | Australia          | Australia          | Lig.        | Nueva Zelanda      | Papúa Nueva Guinea | Lig.                   | Samoa             |
| 2007 Detalle                        | Papúa Nueva Guinea | Nueva Zelanda      | Lig.        | Papúa Nueva Guinea | Tonga              | Lig.                   | Samoa             |
| 2010 Detalle                        | Nueva Zelanda      | Nueva Zelanda      | 11:0        | Papúa Nueva Guinea | Islas Cook         | 2:0                    | Islas Salomón     |
| Copa de Naciones Femenina de la OFC |                    |                    |             |                    |                    |                        |                   |
| 2014 Detalle                        | Papúa Nueva Guinea | Nueva Zelanda      | Lig.        | Papúa Nueva Guinea | Islas Cook         | Lig.                   | Tonga             |
| 2018 Detalle                        | Nueva Caledonia    | Nueva Zelanda      | 8:0         | Fiyi               | Papúa Nueva Guinea | 7:1                    | Nueva Caledonia   |
| 2022 Detalle                        | Fiyi               | Papúa Nueva Guinea | 2:1         | Fiyi               | Islas Salomón      | 1:1 (6:5 pen.)         | Samoa             |
| 2025 Detalle                        | Fiyi               | Islas Salomón      | 3:2 (t. s.) | Papúa Nueva Guinea | Samoa              | 2:0                    | Fiyi              |

## Palmarés
La siguiente lista muestra a las selecciones que han estado entre los cuatro mejores equipos en alguna edición del torneo. En cursiva, los años en que el equipo logró dicha posición como local. Ha habido ocasiones en que algún país presentó dos seleccionados para la competición (1986 y 1989) o que haya habido solo tres participantes en el torneo (1991 y 1994)
| Equipo             | Campeón                                | Subcampeón                 | Tercer lugar                     | Cuarto lugar         |
| ------------------ | -------------------------------------- | -------------------------- | -------------------------------- | -------------------- |
| Nueva Zelanda      | 6 (1983, 1991, 2007, 2010, 2014, 2018) | 4 (1989, 1994, 1998, 2003) | 1 (1986)                         | 1 (1986)             |
| Australia          | 3 (1994, 1998, 2003)                   | 3 (1993, 1986, 1991)       | 1 (1989)                         | 1 (1989)             |
| China Taipéi       | 2 (1986, 1989)                         |                            |                                  |                      |
| Papúa Nueva Guinea | 1 (2022)                               | 4 (2007, 2010, 2014, 2025) | 5 (1991, 1994, 1998, 2003, 2018) |                      |
| Islas Salomón      | 1 (2025)                               |                            | 1 (2022)                         | 1 (2010)             |
| Fiyi               |                                        | 2 (2018, 2022)             |                                  | 3 (1983, 1998, 2025) |
| Islas Cook         |                                        |                            | 2 (2010, 2014)                   |                      |
| Samoa              |                                        |                            | 1 (2025)                         | 3 (2003, 2007, 2022) |
| Tonga              |                                        |                            | 1 (2007)                         | 1 (2014)             |
| Nueva Caledonia    |                                        |                            | 1 (1983)                         | 1 (2018)             |

## Estadísticas

### Tabla acumulada
- Actualizado al término de la edición 2014.

| Equipo | Equipo             | Pts | PJ | PG | PE | PP | GF  | GC  | Dif | Rend  |
| ------ | ------------------ | --- | -- | -- | -- | -- | --- | --- | --- | ----- |
| 1      | Nueva Zelanda      | 97  | 40 | 32 | 1  | 7  | 244 | 16  | 228 | 80,8% |
| 2      | Australia          | 59  | 28 | 19 | 2  | 7  | 159 | 19  | 140 | 70,2% |
| 3      | Papúa Nueva Guinea | 36  | 31 | 12 | 0  | 19 | 50  | 144 | -94 | 38,7% |
| 4      | China Taipéi       | 24  | 9  | 8  | 0  | 1  | 19  | 5   | 14  | 88,8% |
| 5      | Islas Cook         | 10  | 12 | 3  | 1  | 8  | 8   | 53  | -45 | 27,7% |
| 6      | Islas Salomón      | 5   | 8  | 1  | 2  | 5  | 6   | 26  | -20 | 20,8% |
| 7      | Tonga              | 5   | 9  | 1  | 2  | 6  | 3   | 35  | -32 | 18,5% |
| 8      | Fiyi               | 4   | 10 | 1  | 1  | 8  | 8   | 73  | -65 | 13,3% |
| 9      | Tahití             | 3   | 3  | 1  | 0  | 2  | 5   | 9   | -4  | 33,3% |
| 10     | Nueva Caledonia    | 3   | 3  | 1  | 0  | 2  | 2   | 11  | -9  | 33,3% |
| 11     | Samoa              | 3   | 6  | 1  | 0  | 5  | 3   | 65  | -62 | 16,6% |
| 12     | Vanuatu            | 0   | 3  | 0  | 0  | 3  | 1   | 21  | -20 | 0%    |
| 13     | Samoa Americana    | 0   | 2  | 0  | 0  | 2  | 0   | 30  | -30 | 0%    |

## Desempeño
| Equipo             | 1983 | 1986 | 1989 | 1991 | 1994 | 1998 | 2003 | 2007 | 2010 | 2014 | 2018 | 2022 | 2025 | Total |
| ------------------ | ---- | ---- | ---- | ---- | ---- | ---- | ---- | ---- | ---- | ---- | ---- | ---- | ---- | ----- |
| Nueva Zelanda      | 1º   | 3º   | 2º   | 1º   | 2º   | 2º   | 2º   | 1º   | 1º   | 1º   | 1º   | ×    | ×    | 11    |
| Papúa Nueva Guinea | —    | ×    | 5º   | 3º   | 3º   | 3º   | 3º   | 2º   | 2º   | 2º   | 3º   | 1º   | 2º   | 11    |
| Australia          | 2º   | 2º   | 3º   | 2º   | 1º   | 1º   | 1º   |      |      |      |      |      |      | 7     |
| Islas Cook         | —    | —    | —    | —    | —    | —    | 5º   | ×    | 3º   | 3º   | GS   | QF   | 8º   | 6     |
| Fiyi               | 4º   | —    | —    | —    | —    | 4º   | ×    | ×    | GS   | —    | 2º   | 2º   | 4º   | 6     |
| Tonga              | —    | —    | —    | —    | —    | —    | ×    | 3º   | GS   | 4º   | GS   | QF   | 7º   | 6     |
| Samoa              | —    | —    | —    | —    | —    | GS   | 4º   | ×    | —    | —    | GS   | 4º   | 3º   | 5     |
| China Taipéi       | —    | 1º   | 1º   |      |      |      |      |      |      |      |      |      |      | 2     |
| Nueva Caledonia    | 3º   | —    | —    | —    | —    | —    | —    | ×    | —    | —    | 4º   | QF   | —    | 3     |
| Islas Salomón      | —    | —    | —    | —    | —    | —    | —    | 4º   | 4º   | —    | •    | 3º   | 1º   | 4     |
| Tahití             | —    | —    | —    | —    | —    | —    | ×    | ×    | GS   | —    | GS   | QF   | 6º   | 4     |
| Samoa Americana    | —    | —    | —    | —    | —    | GS   | ×    | —    | —    | —    | •    | ×    | —    | 1     |
| Australia          | —    | —    | 4º   | —    | —    | —    | —    |      |      |      |      |      |      | 1     |
| Nueva Zelanda      | —    | 4º   | —    | —    | —    | —    | —    | —    | —    | —    | —    | —    |      | 1     |
| Vanuatu            | —    | —    | —    | —    | —    | —    | ×    | ×    | GS   | —    | •    | GS   | 5º   | 3     |

### Simbología
| - 1º – Campeón - 2º – Finalista - 3º – 3º Lugar - 4º – 4º Lugar - GS – Fase de grupos | - × – Se retiró - • – No clasificó - – Anfitrión - Q – Clasificado |